# San Juan Tepenáhuac
San Juan Tepenáhuac es un pueblo ubicado al sur de la Ciudad de México en la alcaldía de Milpa Alta. San Juan Tepenáhuac colinda al norte con San Francisco Tecoxpa, al oeste colinda con los pueblos San Jerónimo Miacatlán y Santa Ana Tlacotenco y al este con el estado de México.

## Iglesia de San Juan Bautista
En el interior de la iglesia hay un pequeño retablo dedicado a la Virgen de Guadalupe y, situado a la derecha, hay también un púlpito con la imagen de la Concepción. En el altar principal está la imagen de San Juan Bautista. En el atrio existe una Cruz de piedra. El inmueble consta de una sola nave cubierta por una bóveda de medio cañón corrido soportada sobre pilastras. Su decoración es sencilla, pues únicamente cuenta con medallones enelintrados. La iglesia tiene cuatro entre-ejes, incluyendo el presbiterio. 

## San Juan y la ciudad
En 1935 se realizaron dos obras de gran trascendencia, pues marcaron el paso de la vida campesina a la urbana. Gracias a ello dejó de ser pueblo sin servicios públicos y sin comunicación. Se fomentó el cultivo del nopal y se puso en marcha una feria grande dedicada a este producto. Luego llegaron las tiendas grandes, se abrieron calles y avenidas y el tráfico llegó como consecuencia. Ahora San Juan es parte de la ciudad.
Esta es una representación muy pequeña del largo camino realizado

## Para visitar
Lugares de encuentro social y atlético como el Deportivo Ecológico Hueytepec y la Reserva Natural de Encino y CEAT Tepenáhuac 
```
Centro de Educación Ambiental Tepenáhuac
```